# En Leg med Ilden
En Leg med Ilden er en amerikansk stumfilm fra 1916 af Francis J. Grandon.

## Medvirkende
- Olga Petrova som Jean Serian.
- Arthur Hoops som Geoffrey Vane.
- Evelyn Brent som Lucille Vane.
- Pierre LeMay som Philip Derblay.
- Catherine Doucet som Rosa Derblay.